# Distritos de Haití
Los diez departamentos de Haití agrupan a un total de 42 distritos o provincias.
Los distritos o provincias de Haití están subdivididos a su vez en comunas o municipios.

## Lista dedistritos

### Departamento deArtibonito
- Dessalines
- Gros-Morne
- Les Gonaïves
- Mermelada
- San Marcos

### DepartamentoCentro
- Cerca-la-Source
- Hincha
- Las Caobas
- Mirebalais

### Departamento deGrande Anse
- Anse-d'Ainault
- Corail
- Jérémie

### Departamento deNippes
- Anse-à-Veau
- Baradères
- Miragoâne

### DepartamentoNorte
- Acul-du-Nord
- Borgne
- Cabo Haitiano
- Grande-Rivière-du-Nord
- Limbé
- Plaisance
- San Rafael de la Angostura

### DepartamentoNoreste
- Fuerte Libertad
- Juana Méndez
- Trou-du-Nord
- Vallières

### DepartamentoNoroeste
- Môle-Saint-Nicolas
- Port-de-Paix
- Saint-Louis-du-Nord

### DepartamentoOeste
- Arcahaie
- Crois-des-Bouquets
- Guanaba
- Léogâne
- Puerto Príncipe

### DepartamentoSur
- Aquin
- Chardonnières
- Las Laderas
- Los Cayos
- Puerto Salud

### DepartamentoSureste
- Bainet
- Belle-Anse
- Jacmel